# Punoa
Punoa là một chi bướm đêm thuộc phân họ Tortricinae của họ Tortricidae.

## Các loài
- Punoa dentparypha Razowski, 1997